# 黛西 (加利福尼亞州)
黛西（英語：Daisie）是位於美國加利福尼亞州優洛縣的一個非建制地區。該地的面積和人口皆未知。

## 地理
黛西的座標為38°18′53″N 121°38′58″W / 38.31472°N 121.64944°W，而該地的平均海拔高度為5米（即16英尺）。